# 유럽 고속도로 652호선
유럽 고속도로 652호선(European route E652)은 오스트리아 클라겐푸르트에서 슬로베니아 나클로까지 이르는 B-클래스급 고속도로로, 총 연장은 52km이다. 중간에 로블 고개를 관통시키는 특이한 도로망이기도 하다.

## 경로
- 오스트리아
  -  B91 : 클라겐푸르트 ( E66) - 로블 고개(영어판)
- 슬로베니아
  -  국도 제101호선(프랑스어판) : 로블 고개(영어판) - 나클로 (E61)